# Елин, Сергей Юрьевич
Сергей Юрьевич Елин (род. 11 декабря 1985, посёлок Новокручининский, Читинский район, Забайкальский край — 23 мая 2018, провинция Дейр-эз-Зор, Сирия) — старший лейтенант Вооружённых сил Российской Федерации, офицер Сухопутных войск Российской Федерации. Участник военной операции России в Сирии.

## Биография
Родился 11 декабря 1985 года.
Окончил школу №3 посёлка Новокручининский Читинского района Забайкальского края и Дальневосточное высшее общевойсковое командное училище имени Маршала Советского Союза К. К. Рокоссовского (город Благовещенск Амурской области), позднее получил второе высшее образование по специальности таможенника. Проходил службу в Вооружённых Силах Российской Федерации, затем был уволен  в запас. В ноябре 2010-2015 годах работал главным инспектором таможенной службы в посёлке Забайкальск Забайкальского края, затем восстановился на военной службе.
С 2015 по 2018 год проходил службу в 200-й артиллерийской бригады 29-й общевойсковой армии Восточного военного округа в должности командира гаубичного артиллерийского взвода - старшего офицера гаубичной артиллерийской батареи гаубичного артиллерийского дивизиона.
23 мая 2018 года в провинции Дейр-эз-Зор (Дайр-эз-Зор) в ночное время произошло нападение нескольких мобильных групп боевиков на артиллерийскую батарею. По данным федерального интернет-издания Капитал страны Несколько групп террористов совершили атаку на артиллерийскую батарею правительственных войск в Сирии. Как заявили в российском министерстве, «сирийские военнослужащие вместе с прикомандированными из состава аппарата военных советников российскими военнослужащими приняли бой». Бой продолжался около часа. Военные ликвидировали 43 террористов и шесть машин высокой проходимости, на которых было установлено крупнокалиберное оружие. В результате, как говорится в сообщении, два военных советника погибли на месте. Они управляли огнём сирийской батареи. Ещё пять человек было ранено. Всех раненных отправили в российский военный госпиталь, однако двоих спасти не удалось. В ходе боя погибли 6 российских военнослужащих, включая старшего лейтенанта С. Ю. Елина.
Похоронен на кладбище Песчанка в Чите. Похороны состоялись 27 мая 2018 года.
На здании школы №3 в посёлке Новокручининский в его честь установлена мемориальная доска. В расположении воинской части в посёлке Горный установлен стенд с текстом Указа о награждении погибших в бою 23 мая 2018 года.
У него остались жена и двое детей.

## Награды
- Орден Кутузова (18.08.2018, посмертно)
- Медаль «За боевые отличия»
- Медаль «За отличие в военной службе» 3 степени
- Медаль «За участие в военном параде в День Победы»
- Медаль «Участнику военной операции в Сирии»